# تیم ملی فوتسال ایسلند
تیم ملی فوتسال ایسلند نماینده ایسلند در مسابقات بین‌المللی فوتسال و یکی از تیم‌های فوتسال اروپایی است.